# El húsar de la guardia
El húsar de la guardia es una zarzuela en un acto, dividido en tres cuadros, con música de Amadeo Vives y Gerónimo Giménez, con libreto de Guillermo Perrín y Miguel de Palacios. Se estrenó en el Teatro de la Zarzuela de Madrid, el 1 de octubre de 1904. En Barcelona se estrenó el 12 de noviembre del mismo año, en el Teatre Granvia.

## Personajes
| Personaje                                                | Tesitura     | Reparto del estreno, 1 de octubre de 1904 |
| -------------------------------------------------------- | ------------ | ----------------------------------------- |
| Matilde, hermana del teniente Mauricio a quien suplanta  | soprano      | Lucrecia Arana                            |
| Lissete, moza de la hostería del lugar                   | soprano      | Rosa MontesinosArana                      |
| Jorge, capitán de húsares                                | barítono     | Lucio Aristi                              |
| Leandro, tío de Lissete y dueño de una hostería en París | tenor cómico | José Moncayo                              |
| Sulpicio, amigo de Lissete                               | tenor cómico | Hilario Vera                              |
| Goriot, dueño de la hostería del lugar                   | tenor        |                                           |